# 일렉트릭 슬라이드
일렉트릭 슬라이드(Electric Slide)는 미국에서 제작된 트리스탄 패터슨 감독의 2014년 액션, 범죄, 드라마, 스릴러 영화이다. 짐 스터게스 등이 주연으로 출연하였다.

## 출연

### 주연
- 짐 스터게스
- 이사벨 루카스
- 크리스토퍼 램버트
- 패트리샤 아퀘트
- 클로에 세비니

### 조연
- 코트니 팜
- 메갈린 에치쿤워크
- 제임스 랜슨
- 라이스 코이로
- 윌 맥코맥
- 이보 낸디
- 에이미 퍼거슨
- 비네사 쇼

## 제작진
- 세트: 저스틴 리브